# Рижская высшая юридическая школа
Рижская высшая юридическая школа (англ. Riga Graduate School of Law) — автономное подразделение Латвийского университета (с 2005 г.), находится в Риге, действует с 1998 года (изначально было создано по особому договору между Латвией, Швецией и фондом Сороса).
Преподаватели колледжа — из балтийских стран, Европы и США. Ректор — Пьетро Сулло. Большинство студентов — из балтийских стран. Преподавание ведётся на английском языке.
В рейтинге вузов Латвии от газеты «Latvijas Avīze» в 2012 г. заняла 16-19 место из 33. Проректор Митс возразил против того, что рейтинг давал предпочтение более высокому числу студентов на 1 преподавателя.
В рейтинге вузов и колледжей Латвии от Министерства образования и науки в 2012 г. заняла 7 место из 58.

## Программы
Программы бакалавра права (LL.B.):
- Право и бизнес
- Право и дипломатия

Программы магистра права (LL.M.):
- Право и финансы
- Международное и европейское право

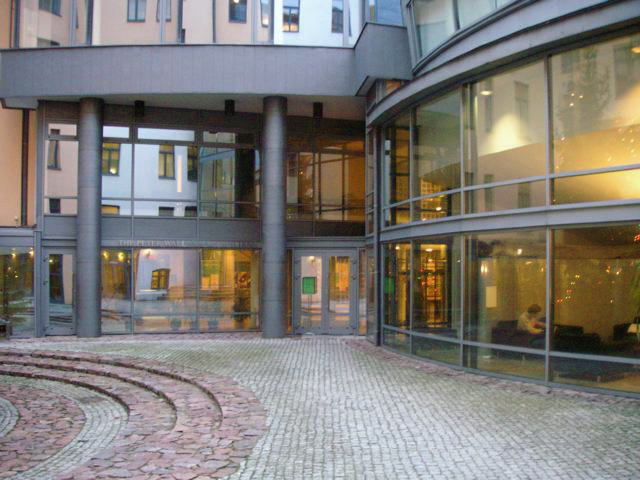
Рижская высшая школа права (Campus)

- Международное публичное право и права человека
- Трансграничное коммерческое право
- Право и политика Европейского союза

Программы доктора права:
- Международное и европейское право